# Вінніпег (аеропорт)

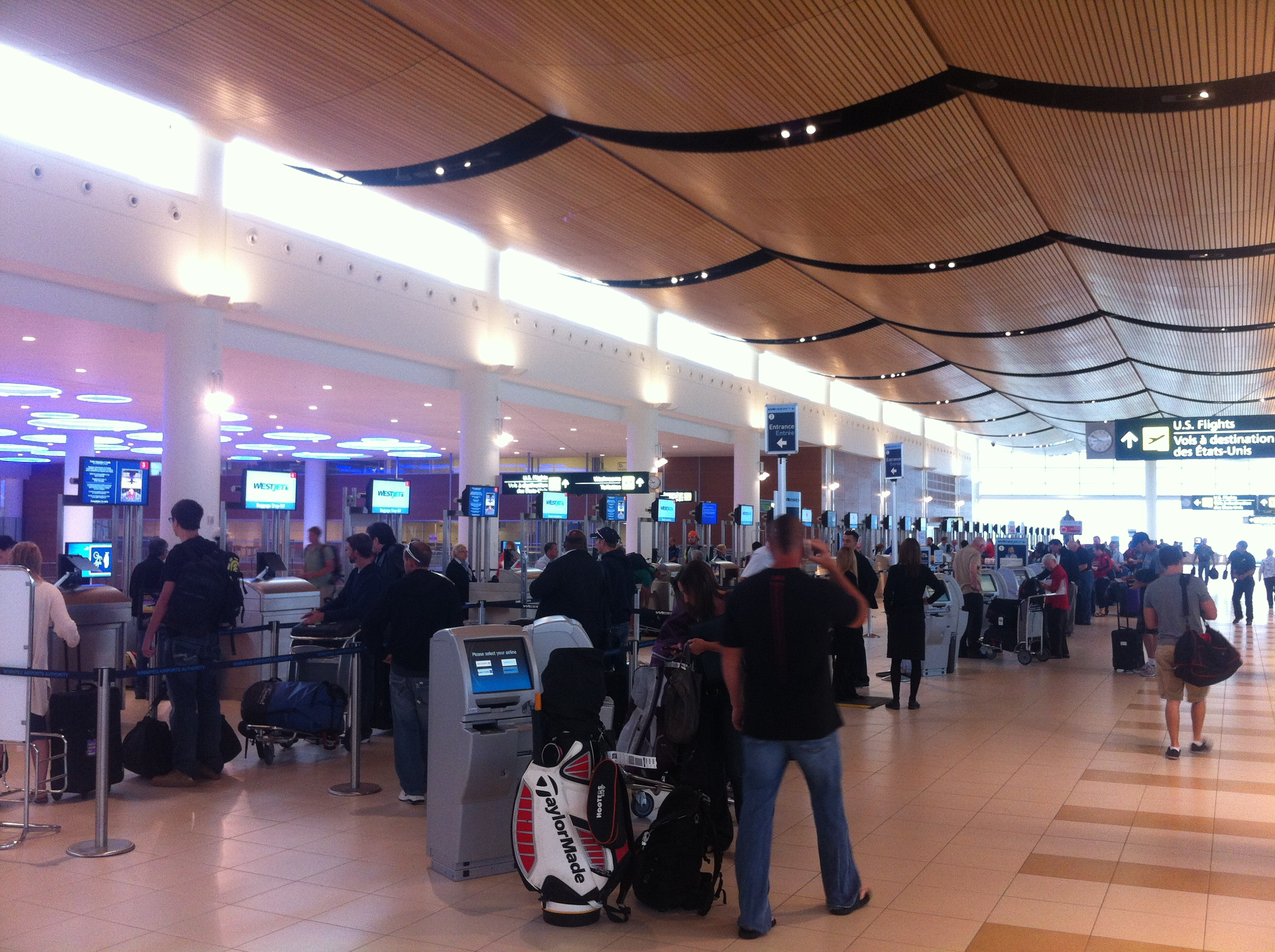
Стійки реєстрації Міжнародного аеропорту Вінніпега

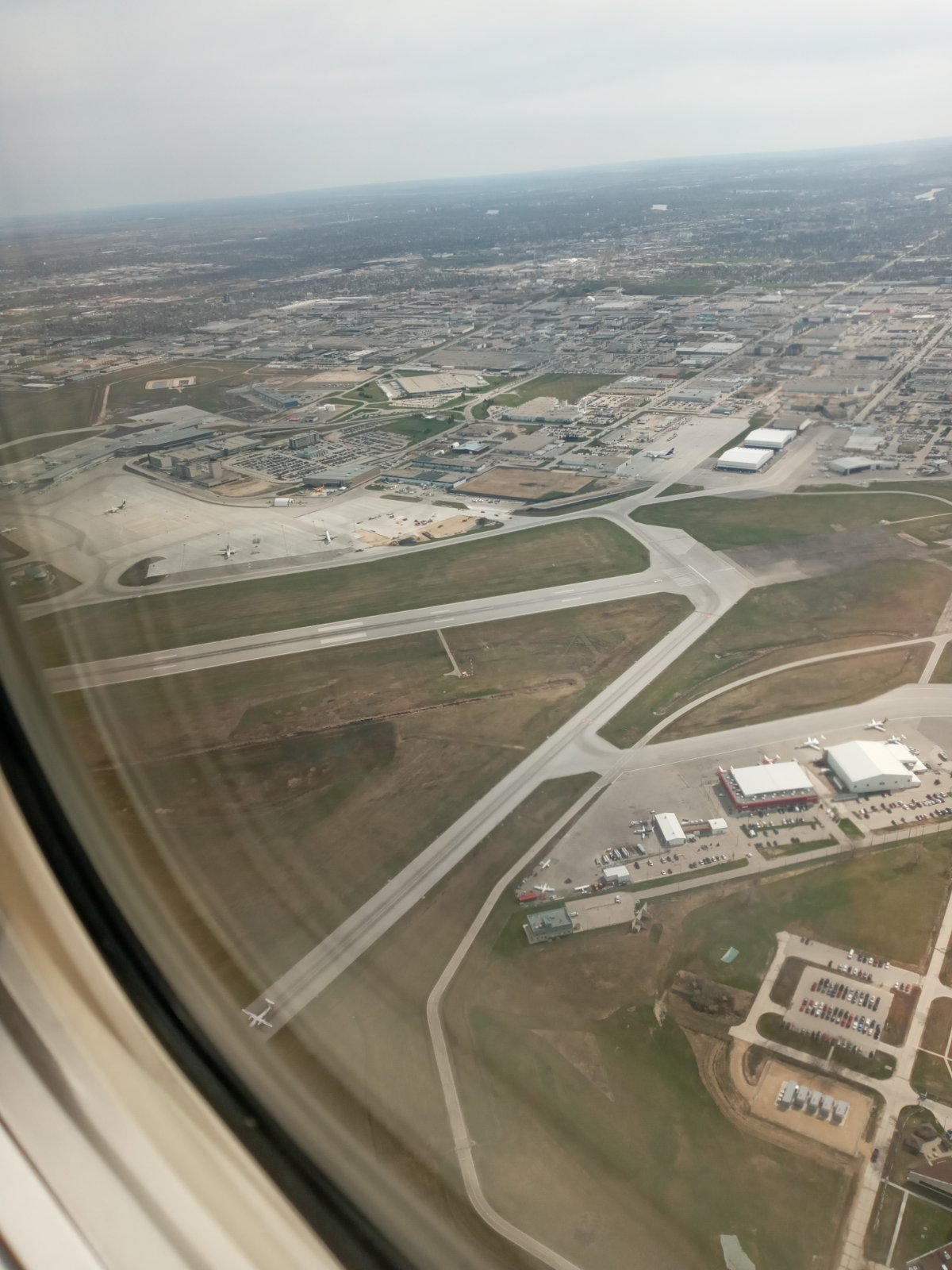
Вид на аеропорт з борту літака

Міжнародний аеропорт Вінніпега імені Джеймса Армстронга Річардсона (англ. Winnipeg James Armstrong Richardson International Airport, фр. Aéroport international James Armstrong Richardson de Winnipeg)  (IATA: YWG, ІКАО: CYWG) — державний міжнародний аеропорт у місті Вінніпег, провінція Манітоба, Канада, 239 м над рівнем моря. Сьомий за обсягом пасажиропотоку аеропорт у Канаді. У 2014 році пасажиропотік склав 3,7 мільйонів. Аеропорт названий на честь канадського політика й міністра Джеймса Армстронга Річардсона» (англ. James Armstrong Richardson), раніш впливового бізнесмена, який сприяв розвитку канадській комерційній авіації у першій половині ХХ-століття в Манітобі.
Географічне розташування Вінніпега, який є досить віддаленим від інших великих населених пунктів, робить Міжнародний аеропорт Вінніпега основним аеропортом для дуже великої території. У зв'язку з цим, він виконує роль шлюзу для всієї провінції Манітоба і значної частини сусідніх провінцій та територій. Тут щоденно виконуються рейси по всій Канаді, Сполучених Штатах Америки, Мексиці, і Карибському басейні. Крім того, виконуються регулярні рейси до численних невеликих віддалених громад в північних районах Канади, зокрема Північної Манітоби, Північно-Західного Онтаріо і Нунавут.

## Історія
Аеропорт був відкритий в 1928 році, та названий Аеродромом Стівенсона, на честь відомога авіатора Фреда Дж. Стівенсона (англ. Fred J. Stevenson). Аеродром Стівенсона був першим міжнародний аеропортом Канади. У 1958 році, на прохання відділу транспорту Канади, Аеродром Стівенсона був офіційно перейменований на Міжнародний аеропорт Вінніпега.
Перша будівля головного терміналу, яка була побудована в 1964 році, була сконструйована архітектурним бюро Green Blankstein Russell and Associates (пізніше — GBR Associates Limited і Stantec). Вона була розширена та реконструйована в 1984 році архітектурним підприємством IKOY. Навпроти терміналу в 1998 році був побудований готель. Будівля головного терміналу була закрита у неділю 30 жовтня 2011 року і з згодом була знесена.
10 грудня 2006 року міністр транспорту Канади Лоуренс Кеннон оголосив про перейменування Міжнародного аеропорту Вінніпега, та присвоєння йому назви — Міжнародний аеропорт Вінніпега імені Джеймса Армстронга Річардсона, на честь впливового бізнесмена і піонера канадської комерційної авіації з Вінніпега.